# 200 lat orderu Virtuti Militari (moneta kolekcjonerska 50 000 złotych)
200 lat orderu Virtuti Militari – kolekcjonerska moneta o nominale 50 000 złotych, wybita w kształcie klipy ośmiokątnej w miedzioniklu, stemplem lustrzanym, wyemitowana przez Narodowy Bank Polski 28 października 1992 r. zarządzeniem z dnia 1 października 1992 r. Z formalnego punktu widzenia, przestała być prawnym środkiem płatniczym z dniem denominacji z 1 stycznia 1995 roku, rozporządzeniem prezesa Narodowego Banku Polskiego z dnia 18 listopada 1994 (Monitor Polski nr 61 poz.541).

## Awers
W centralnym punkcie umieszczono godło – orła w koronie otoczonego perełkami, po bokach orła rok 1992, dookoła napis „RZECZPOSPOLITA POLSKA”, na dole napis „ZŁ 50000 ZŁ”, pod łapą orła znak mennicy w Warszawie.

## Rewers
Na tej stronie monety znajdują się: medal i order Virtuti Militari z 1792 r. poniżej napis „1792–1992”, na dole wygięty w łuk napis „200 LAT ORDERU VIRTUTI MILITARI”, z prawej strony, u dołu monogram projektanta.

## Nakład
Monetę bito w Mennicy Państwowej, stemplem lustrzanym, w miedzioniklu, na sześciokącie na którym można opisać okrąg o średnicy 32 mm, o masie 11,3 grama, z rantem gładkim, w nakładzie 125 000 sztuk, według projektów: St. Wątróbskiej-Frindt (awers) oraz A. Nowakowskiego (rewers).

## Opis
Była to ostatnia moneta kolekcjonerska wybita w metalu nieszlachetnym.

## Wersje próbne
Istnieje wersja tej monety należąca do serii próbnej w niklu, wybita w nakładzie 500 sztuk.